# Горня Висоцька
45°16′ пн. ш. 15°31′ сх. д. / 45.26° пн. ш. 15.52° сх. д.
Горня Висоцька (хорв. Gornja Visočka) — населений пункт у Хорватії, у Карловацькій жупанії у складі міста Слунь.

## Населення
Населення за даними перепису 2011 року становило 16 осіб.
Динаміка чисельності населення поселення: